# Chiroderma salvini
Chiroderma salvini là một loài động vật có vú trong họ Dơi mũi lá, bộ Dơi. Loài này được Dobson mô tả năm 1878.

## Hình ảnh

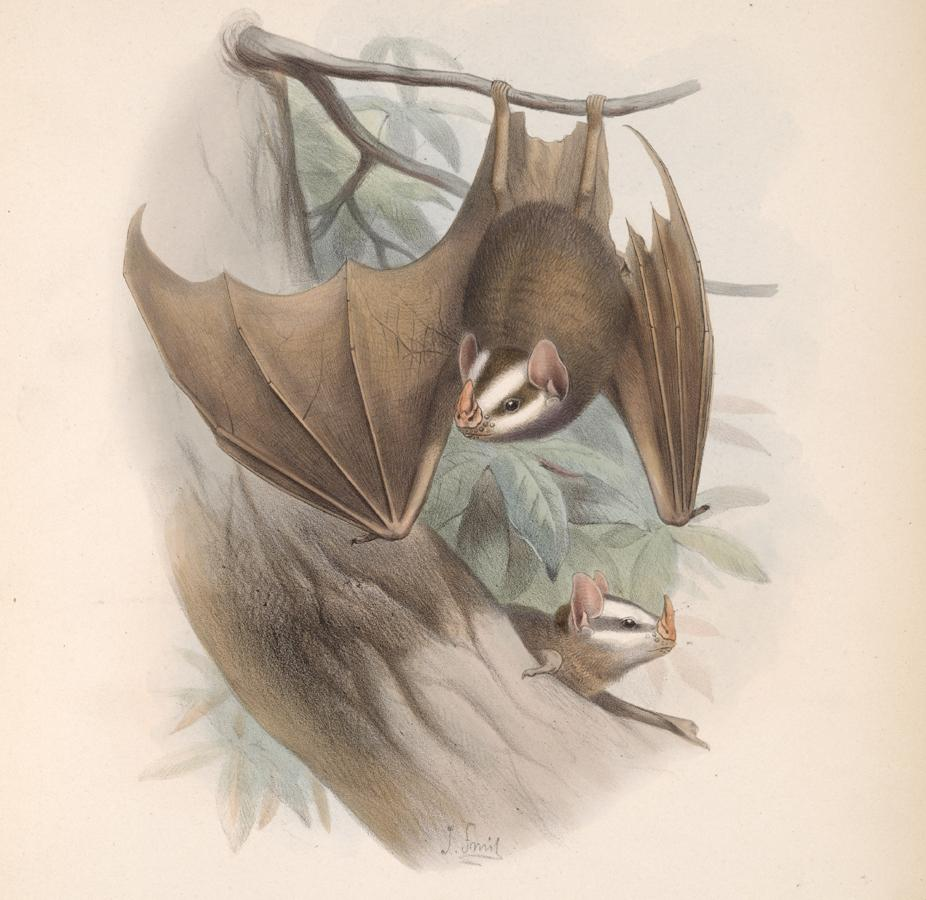